# Hospitaler i Danmark
Nedenfor følger en liste over nuværende hospitaler i Danmark.
Det første danske hospital var Det kongelige Frederiks Hospital indviet i 1757 i Bredgade i København. Frederiks Hospital er siden nedlagt, og der har gennem årene været drevet hospitaler i hele Danmark. 
Hospitalsvæsenet i Danmark drives i dag af Danmarks regioner. Sideløbende hermed kan private drive hospitaler.

## Offentligt ejede hospitaler

### Region Hovedstaden
Region Hovedstaden driver følgende hospitaler:
- Amager Hospital på Amager, København
- Bispebjerg Hospital i København
- Bornholms Hospital på Bornholm
- Frederiksberg Hospital på Frederiksberg
- Gentofte Hospital i Gentofte
- Herlev Hospital i Herlev
- Hvidovre Hospital i Hvidovre
- Nordsjællands Hospital i Frederikssund, Hillerød og Sundhedshuset i Helsingør
- Region Hovedstadens Psykiatri - psykiatrisk hospital med mange afdelinger rundt omkring i regionen
  - Sct. Hans Hospital i Roskilde
  - Psykiatrisk Center Ballerup
- Rigshospitalet på Blegdamsvej i København
  - Rigshospitalet - Glostrup (tidligere Glostrup Hospital) i Glostrup

### Region Sjælland
Region Sjælland driver følgende hospitaler og sygehuse:
- Holbæk Sygehus i Holbæk
- Nykøbing Falster Sygehus i Nykøbing Falster
- Næstved Sygehus i Næstved
- Ringsted Sygehus i Ringsted
- Sjællands Universitetshospital, Køge i Køge
- Sjællands Universitetshospital, Roskilde i Roskilde
- Slagelse Sygehus i Slagelse

- Psykiatrien i Region Sjælland - varetages af seks afdelinger, der herudover administrerer et antal ambulante enheder.

### Region Syddanmark
Region Syddanmark driver følgende hospitaler og sygehuse:
- Esbjerg og Grindsted Sygehus
  - Brørup Sygehus i Brørup
  - Esbjerg Sygehus i Esbjerg
  - Grindsted Sygehus i Grindsted
- Sygehus Sønderjylland
  - Aabenraa Sygehus i Aabenraa
  - Sønderborg Sygehus i Sønderborg
  - Tønder Sygehus i Tønder
- Sygehus Lillebælt
  - Kolding Sygehus i Kolding
  - Middelfart Sygehus i Middelfart
  - Vejle Sygehus i Vejle
- Odense Universitetshospital/Svendborg
  - Odense Universitetshospital i Odense
  - Svendborg Sygehus i Svendborg
  - Nyborg Sygehus i Nyborg
  - Ærøskøbing Sygehus på Ærø
- Psykiatrien i Region Syddanmark - er placeret på afdelinger i Varde, Vejle, Esbjerg, Fredericia, Esbjerg, Brørup, Kolding, Haderslev, Tønder, Aabenraa, Augustenborg, Middelfart, Odense og Svendborg.

### Region Midtjylland
Region Midtjylland har samlet sine hospitaler i fem hospitalsenheder, der er struktureret omkring fem hospitaler med akutfunktioner. Oprettelsen af hospitalsenhederne har fastholdt decentrale regionshospitaler.
I listen nedenfor er angivet de fem hovedenheder og de derunder tilknyttede regionshospitaler:
- Aarhus Universitetshospital
  - Århus Universitetshospital Århus Sygehus i Aarhus

- Hospitalsenheden Horsens
  - Regionshospitalet Horsens i Horsens

- Hospitalsenhed Midt
  - Regionshospitalet Hammel Neurocenter i Hammel
  - Regionshospitalet Silkeborg i Silkeborg
  - Regionshospitalet Viborg i Viborg

- Hospitalsenheden Vest
  - Regionshospitalet Herning i Herning
  - Regionshospitalet Holstebro i Holstebro
  - Regionshospitalet Lemvig i Lemvig

- Regionshospitalet Randers
  - Regionshospitalet Randers i Randers

### Region Nordjylland
- Region Nordjylland driver følgende hospitaler:[4]
  - Aalborg Universitetshospital i Aalborg, Farsø, Hobro, Frederikshavn, Hjørring, Thisted
  - Regionshospital Nordjylland i Hjørring, Frederikshavn, Brønderslev, Dronninglund, Læsø og Skagen
  - Psykiatrien i Region Nordjylland drives fra Aalborg Universitetshospital, Brønderslev Psykiatriske Sygehus, Psykiatrien i Frederikshavn, Psykiatrien i Hjørring og Psykiatrien i Thy-Mors

## Privathospitaler
- - Dan Clinic i Beder
  - Erichsens Privathospital i Klampenborg
  - Esbjerg Privathospital i Esbjerg
  - Privathospitalet Hamlet i Frederiksberg
  - Hellerup Privathospital i Hellerup
  - Privathospitalet Dalgas i Herning og Aarhus
  - Ciconia Aarhus Privathospital i Højbjerg
  - Privathospitalet Kollund i Kollund
  - Absalon Privatklinik i København
  - Nygart Privathospital i København
  - Parkens Privathospital i København
  - Privathospitalet Mølholm i Herlev, Odense, Risskov, Vejle, og Aarhus
  - Privathospitalet Hunderup i Odense
  - Privathospitalet Skørping i Skørping
  - HjerteCenter Varde i Varde
  - Dagkirurgisk Hospital Viborg i Viborg
  - Søllerød Privathospital i Virum
  - Aros Privathospital i Aarhus
  - Grymer Privathospital i Aarhus